# Metacirolana shijikiensis
Metacirolana shijikiensis är en kräftdjursart som beskrevs av Nunomura 2008. Metacirolana shijikiensis ingår i släktet Metacirolana och familjen Cirolanidae. Inga underarter finns listade i Catalogue of Life.